# Заиров, Каюм Сабирович
Каюм Сабирович Заиров — советский хозяйственный, государственный и политический деятель, доктор медицинских наук, профессор, заслуженный деятель науки Узбекской ССР.

## Биография
Родился в 1913 году в Чимбае. Член КПСС.
С 1938 года — на хозяйственной, общественной и политической работе. В 1939—1984 гг. — окружной эпидемиолог и начальник противоэпидемических бригад по борьбе с натуральной оспой и холерой в Сурхандарьинском округе, заведующий инфекционным отделением республиканской больницы в Нукусе, участник Великой Отечественной войны, старший контролер, главный контролер, заместитель министра Министерства контроля Узбекской ССР, научный сотрудник, заведующий лабораторией сельской гигиены НИИ санитарии, гигиены и профзаболеваний, заместитель министра по кадрам, первый заместитель министра здравоохранения УзССР, министр здравоохранения Узбекской ССР, ректор Ташкентского ордена Трудового Красного Знамени института усовершенствования врачей.
Избирался депутатом Верховного Совета Узбекской ССР 7-го, 8-го и 9-го созывов.
Умер в Ташкенте в 1984 году, похоронен на Чигатайском кладбище.